# التاريخ العسكري لأستراليا

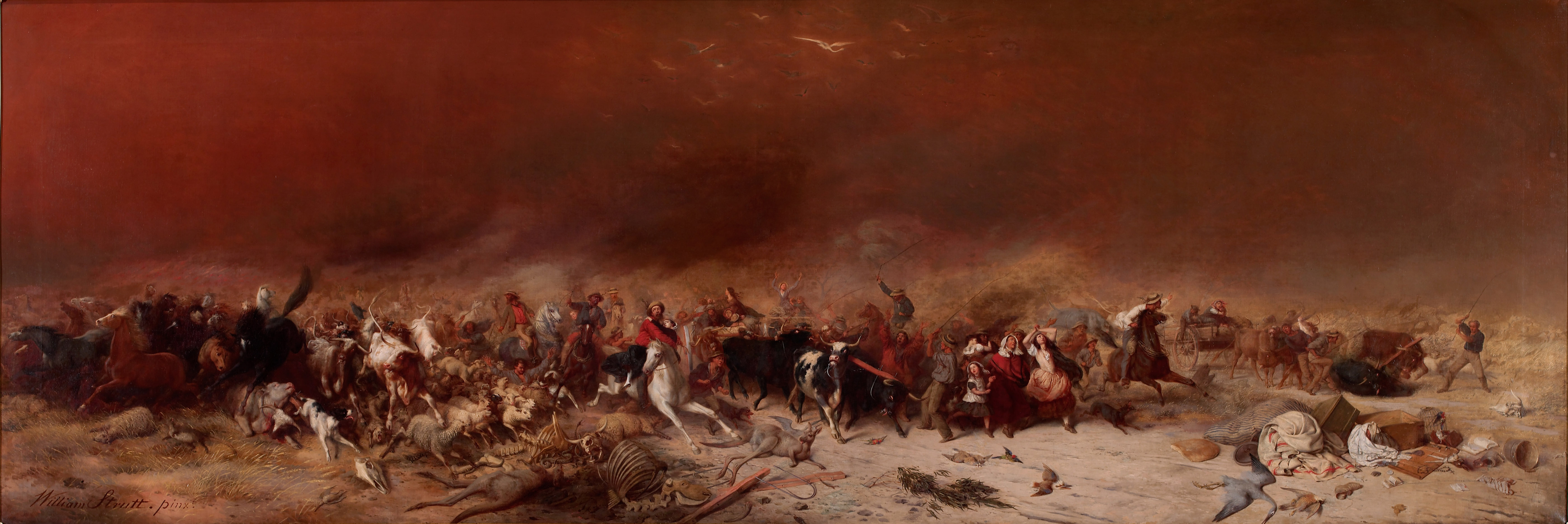

يمتد التاريخ العسكري لأستراليا في تاريخ الأمة الحديث الذي يبلغ 230 عامًا، من حروب الحدود الأسترالية المبكرة بين الأستراليين الأصليين والأوروبيين إلى الصراعات المستمرة في العراق وأفغانستان في أوائل القرن الواحد والعشرين. على الرغم من أن هذا التاريخ قصير مقارنةً بتاريخ العديد من الدول الأخرى، فقد شاركت أستراليا في العديد من الصراعات والحروب، وكان للحرب والخدمة العسكرية تأثير كبير على المجتمع الأسترالي والهوية الوطنية، بما في ذلك «روح أنزاك». تشكلت العلاقة بين الحرب والمجتمع الأسترالي من خلال الموضوعات الدائمة للثقافة الاستراتيجية الأسترالية ومعضلتها الأمنية الفريدة.
باعتبارها فروعًا بريطانية، شاركت المستعمرات الأسترالية في حروب بريطانيا الصغيرة في القرن التاسع عشر، ثم لاحقًا باعتبارها سلطة فدرالية، ثم دولة مستقلة، قاتلت أستراليا في الحرب العالمية الأولى والحرب العالمية الثانية، وكذلك في الحروب في كوريا ومالايا وبورنيو وفيتنام خلال الحرب الباردة. شاركت القوات الأسترالية في حقبة ما بعد فيتنام في العديد من بعثات حفظ السلام الدولية، وذلك عبر منظمة الأمم المتحدة والوكالات الأخرى، بما في ذلك في سيناء والخليج الفارسي ورواندا والصومال وتيمور الشرقية وجزر سليمان، بالإضافة إلى مشاركتها في العديد من منظمات الإغاثة الإنسانية في الخارج، في حين أنها قاتلت في الآونة الأخيرة أيضًا باعتبارها جزءًا من القوات متعددة الأطراف في العراق وأفغانستان. في المجموع، توفي ما يقرب من 103000 أسترالي خلال هذه الصراعات.

## الحرب والمجتمع الأسترالي
بالنسبة لمعظم القرن العشرين، كانت الخدمة العسكرية واحدة من أعظم التجارب المشتركة للذكور الأستراليين البيض، وعلى الرغم أن هذا يتغير الآن بسبب ظهور السمة الاحترافية للجيش وغياب الحروب الكبرى خلال النصف الثاني من القرن العشرين، فإنها تستمر في التأثير على المجتمع الأسترالي حتى يومنا هذا. كانت الحرب والخدمة العسكرية تحدد النفوذ في التاريخ الأسترالي، في حين بُني جزء كبير من الهوية الوطنية على تصور مثالي للتجربة الأسترالية للحرب والتجنيد، والمعروف باسم «روح أنزاك». وتشمل هذه المثل مفاهيم القدرة على التحمل، والشجاعة، والبراعة، والمرح، واللاريكينية (تعني المتسكع المشاكس غير المثقف لكن صاحب القلب القوي)، والمساوتية، والزمالة؛ وهي السمات التي حددت -وفقًا للفكر الشعبي- سلوك الجنود الأستراليين الذين كانوا يقاتلون في جاليبولي خلال الحرب العالمية الأولى. كانت حملة جاليبولي واحدة من أولى الأحداث الدولية التي شهدت مشاركة الأستراليين باعتبارهم أستراليين مستقلين، واعتُبرت حدثًا رئيسيًا في تكوين حس الهوية الوطنية. 
تشكلت العلاقة بين الحرب والمجتمع الأسترالي من خلال اثنين من الموضوعات الأكثر استمرارية للثقافة الاستراتيجية الأسترالية، هما: تأثير العربة (يحدث تأثير العربة حين تتماشى دولة ما مع قوة عدائية أكبر وتُقرّ أن الخصم الأقوى الذي تحول إلى شريك يستفيد من الغنائم التي يحصل عليها من الغزو معًا) مع حليف قوي والحرب الاستكشافية. في الواقع، ارتبطت سياسة الدفاع الأسترالية ارتباطًا وثيقًا ببريطانيا حتى الأزمة اليابانية في عام 1942، في حين أن التحالف مع الولايات المتحدة قد ضمن أمنها منذ ذلك الحين. يمكن القول  إن هذا النمط من تاثير العربة -لأسباب ثقافية مثل القيم والمعتقدات المشتركة، وكذلك لأسباب أمنية أكثر واقعية- يضمن أن السياسة الاستراتيجية الأسترالية غالبا ما تُعرّف بالعلاقات مع حلفائها. وبصرف النظر عن ذلك، كان الميل نحو الرضا الاستراتيجي واضحًا أيضًا، مع تردد الأستراليين في كثير من الأحيان في التفكير بقضايا الدفاع أو تخصيص الموارد إلى حين نشوء أزمة ما؛ وهي سمة أدت تاريخيًا إلى عدم الاستعداد للتحديات العسكرية الكبرى.

## فترة الاستعمار

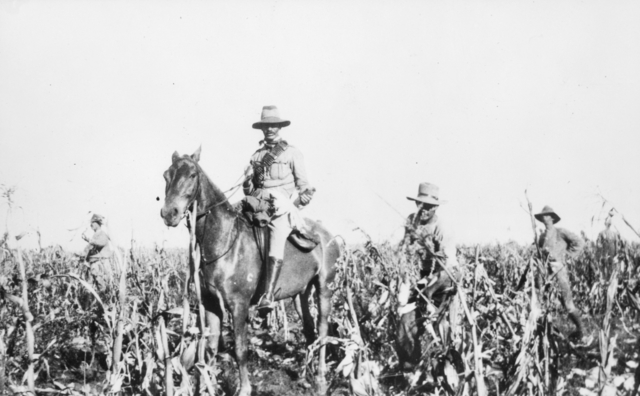
قوات الكتيبة رقم 1، حصان الكومنولث الأسترالي، في ترانسفال.

### القوات البريطانية في أستراليا، 1788-1870
من عام 1788 وحتى 1870، وفرت القوات النظامية للجيش البريطاني في أغلب الأوقات الدفاع عن المستعمرات الأسترالية. في البداية، دافع مشاة البحرية عن المستوطنات المبكرة في سيدني كوف وجزيرة نورفولك، ولكنهم أُعفوا من هذه الواجبات في عام 1790 من قِبل وحدة الجيش البريطاني التي جُندت خصيصًا للخدمة الاستعمارية، المعروفة باسم فيلق نيو ساوث ويلز. وشارك فيلق نيو ساوث ويلز في وقت لاحق في قمع تمرد المدانين الأيرلنديين في كاسل هيل في عام 1804. وسرعان ما أقنعت أوجه القصور في الفيلق وزارة الحرب بالحاجة إلى حامية أكثر جدارة بالثقة في نيوساوث ويلز وفان ديمن لاند. وكان المسبب لأوجه القصور هو تمرد رم، وهو انقلاب قام على يد ضباطه في عام 1808. ونتيجةً لذلك، وصل فوج القدم 73 (بيرثشاير) إلى أستراليا في يناير 1810. بحلول عام 1870، خدمت 25 كتيبة مشاة بريطانية في أستراليا، وكذلك عدد صغير من وحدات المدفعية والهندسة.
على الرغم من أن الدور الأساسي للجيش البريطاني كان حماية المستعمرات من الهجوم الخارجي، فإنه لم يحدث أي تهديد فعلي. بدلًا من ذلك، استُخدم الجيش البريطاني في الحفاظ على الأمن وحراسة المدانين في المؤسسات العقابية ومكافحة الهاربين الجوالين (أي المدانين الهاربين الذين استخدوا الأدغال الأسترالية للتخفي) وقمع المتمردين المدانين -مثلما حدث في باثورست في عام 1830- وقمع مقاومة السكان الأصليين لتمدد الاستيطان الأوروبي. شارك الجنود البريطانيون بشكل ملحوظ في المعركة التي وقعت في مخزن يوريكا في عام 1854 في حقول الذهب الفيكتورية. شهد أعضاء الأفواج البريطانية المتمركزة في أستراليا أيضًا معارك في الهند وأفغانستان ونيوزيلندا والسودان.

### حروب الحدود، 1788-1943
كانت ردود فعل السكان الأصليين على الوصول المفاجئ للمستوطنين البريطانيين إلى أستراليا متنوعة، لكنها كانت حتمًا معاديةً حين أدى وجود المستوطنين إلى التنافس على الموارد، واحتلال أراضي السكان الأصليين. أهلكت الأمراض الأوروبية السكان الأصليين، وأدى احتلال أو تدمير الأراضي والموارد الغذائية في بعض الأحيان إلى حدوث مجاعة. بشكل عام، لم ينخرط البريطانيون ولا السكان الأصليون في الصراع بشكل منظم، وحدث الصراع بين مجموعات من المستوطنين والقبائل الفردية بدلًا من الحرب المنهجية. لكن في بعض الأحيان، شهدت حروب الحدود تورط جنود بريطانيين ووحدات خيالة الشرطة لاحقًا. لم تقاوم جميع مجموعات السكان الأصليين زحف القادمين البيض على أراضيهم، في حين أن العديد من السكان الأصليين خدموا في وحدات خيالة الشرطة وكانوا متورطين في هجمات على قبائل أخرى.

### حروب نيوزيلندا، 1861-1864

#### حرب تاراناكي
في عام 1861، أُرسلت السفينة الفيكتورية «إتش إم في إس فيكتوريا» لمؤازرة الحكومة الاستعمارية النيوزيلندية في حربها ضد شعب الماوري في تاراناكي. استُخدمت السفينة لاحقًا في مهام الحرس والدعم اللوجستي، على الرغم من تورط عدد من أفراد طاقمها في معارك ضد تحصينات الماوري. توفي أحد البحارة بسبب إصابة عرضية بطلقات نارية خلال نشر الجند. 

#### غزو وايكاتو
في أواخر عام 1863، طلبت حكومة نيوزيلندا قوات للمساعدة في غزو مقاطعة وايكاتو ضد الماوري. وبسبب وعود الاستيطان على الأراضي المصادرة، جُنّد أكثر من 2500 أسترالي (أكثر من نصفهم من سفينة فيكتوريا) لتشكيل أفواج وايكاتو الأربعة. أصبح أستراليون آخرون كشافين في «سرية جوالي الأدغال». على الرغم أنهم واجهوا ظروفًا شاقة، لم يشارك الأستراليون بشكل كبير في المعارك، وكانوا يُستخدمون في المقام الأول للقيام بدوريات وواجبات الحاميات. وشارك أستراليون في المعارك في ماتاريكوركو، وبوكيكوه إيست، وتيتي هيل، وأراكاو وتي رانغا. يُعتقد أن أقل من 20 منهم قُتلوا في المعارك. انتهى الصراع بحلول عام 1864، وحُلّت أفواج وايكاتو في عام 1867. ومع ذلك، فإن العديد من الجنود الذين اختاروا المطالبة بالأراضي الزراعية عند وقف الأعمال العدائية قد اندفعوا نحو البلدات والمدن بحلول نهاية العقد، في حين أن العديد من الآخرين عادوا إلى أستراليا.

### السودان، 1885
خلال السنوات الأولى من ثمانينيات القرن التاسع عشر، تعرض نظام الحكم المصري في السودان، والمدعوم من قِبل البريطانيين، للتهديد بوساطة تمرد قاده المواطن محمد أحمد، المعروف باسم المهدي لأتباعه. في عام 1883، باعتباره جزءًا من الحرب المهدية، أرسل المصريون جيشًا للتعامل مع الثورة، لكنهم هُزموا وواجهوا حملة صعبة لاستخراج قواتهم. أمر البريطانيون المصريين بالتخلي عن السودان، وأرسلوا الجنرال تشارلز غورودون لتنسيق عملية الإجلاء، لكنه قُتل في يناير 1885. حين وصلت أنباء وفاته إلى نيو ساوث ويلز في فبراير 1885، عرضت الحكومة إرسال قوات وتلبية نفقات الوحدة. تألفت وحدة نيو ساوث ويلز من كتيبة مشاة مكونة من 522 رجلًا و24 ضابطًا، مجموعة مدفعية من 212 رجلًأ وأبحرت من سيدني في 3 مارس 1885.